# Киселиха (Мордовия)
 Киселиха  — деревня в Ромодановском районе Мордовии в составе Трофимовщинского сельского поселения. 

## География
Находится у реки Большая Атьма на расстоянии примерно 12 километров по прямой на северо-запад от районного центра поселка Ромоданово.

## История
Учтена была в 1869 году как владельческая деревня Саранского уезда Пензенской губернии из 18 дворов, название связано с бывшей владелицей Пелагеей Киселевой (на 1725 год). 

## Население
Постоянное население составляло 62 человека (русские 98%) в 2002 году, 43 в 2010 году .